# 팔레트 스왑
팔레트 스왑(palette swap)은 특정 요소에 이미 사용된 그래픽에 다른 팔레트를 입힘으로써 다른 요소들에 팔레트를 재사용할 수 있는, 비디오 게임에 쓰이는 기법이다.
각기 다른 팔레트는 다른 새로운 그래픽 집합을 제공하며 오리지널의 것과 구별되게 만든다. 팔레트 스왑은 1P와 2P 플레이어 간의 구별, 시각적 계층 생성, 레벨 장소의 시각적 구별을 위해 일반적으로 사용된다.

## 개요
팔레트 스왑을 사용하는 한 가지 이유는 메모리를 절약하기 위해서이다. 초기 컴퓨터 게이밍에서는 카트리지를 주 기억 장치 매체로 사용했으며 메모리 용량은 극히 부족하여 하나의 스프라이트는 팔레트를 변경함으로써 재사용할 수 있었다. 이처럼 수많은 새로운 개겣들은 처음부터 새로운 그래픽스를 만들지 않고도 생성이 가능했으며 이는 생산 비용과 개발 시간을 절약해주었다. 모탈 컴뱃 시리즈의 초기 게임들은 비용 절감 및 메모리 절약의 수단으로서 팔레트 스왑을 통해 새로운 닌자 캐릭터들을 도입했다. 더 일반적으로, 팔레트 스왑은 스포츠 게임에 일반화되어 있으며 상대 플레이어의 컬러 스킴으로 팀을 구별했다.
롤플레잉 비디오 게임과 같은 특정한 상황에서 팔레트 스왑은 캐릭터의 상태를 알리기 위해 사용된다. 저명한 예로 파이널 판타지의 경우 독에 의해 피해를 입은 플레이어 캐릭터는 "독" 상태 효과로 자주색으로 표시된다. 드래곤 퀘스트 IX, 다크 클라우드 2 등의 다른 게임들에서 팔레트 스왑은 더 높은 레벨의 적들을 구별하기 위한 몹(mob)을 위해 사용된다. 마리오브라더스, 슈퍼 마리오브라더스, 슈퍼 마리오브라더스 3, 슈퍼 마리오 월드, 슈퍼 마리오브라더스 (마지막 3개의 슈퍼 마리오 컬렉션 버전 및 슈퍼 마리오 어드밴스 시리즈 제외), 마리오 이즈 미싱 (NES, SNES 버전), 슈퍼 마리오 요시 아일랜드에서 루이지는 마리오의 팔레트 스왑이다. 메트로이드, 젤다의 전설, 캐슬바니아 등의 NES 게임에서는 더 강력한 적을 구별하기 위해 팔레트 스왑이 사용된다.

## 같이 보기
- 헤드 스왑